# 즐거운 우리집 (드라마)
《즐거운 우리집》은 1985년 11월 6일부터 이듬해 10월 31일까지 방영된 KBS 2TV 일일 드라마(7시~8시대)이다.

## 줄거리
사랑을 상실해가는 시대에 전통적 가정을 중심으로 그려낸 가족 캠페인 드라마이다.
| - 백일섭 - 여운계 - 연규진 - 지미옥 - 윤소정 - 문수인 - 정한용 - 박준금 - 김영철 - 안문숙 - 박규식 - 이두섭 - 김희윤 - 유영희 - 이예자 - 이성웅 - 허진 - 이원발 - 이경영 - 예명숙 - 김만용 | - 기술감독 : 안규갑 - 조명감독 : 유용우 - 영상 : 변태규 - 음향 : 엄재섭, 김정석, 최성근 - 조명 : 손영수, 이승수 - 녹화 : 김동섭 - 미술감독 : 이석우 - 장치 : 조종억 - 작화 : 강찬용 - 타이틀 : 김동원 - 디자인 : 이정구 - 소품 : 지만택 - 분장 : 최효성, 임동륜 - 미용 : 조정혜 - 음악 : 임효택 - 효과 : 최광호 - 주제가 작곡 : 임택수 - 노래 : 김유진 - 카메라 : 김사성, 김의종, 하창길 |